# Thiên văn học Ai Cập

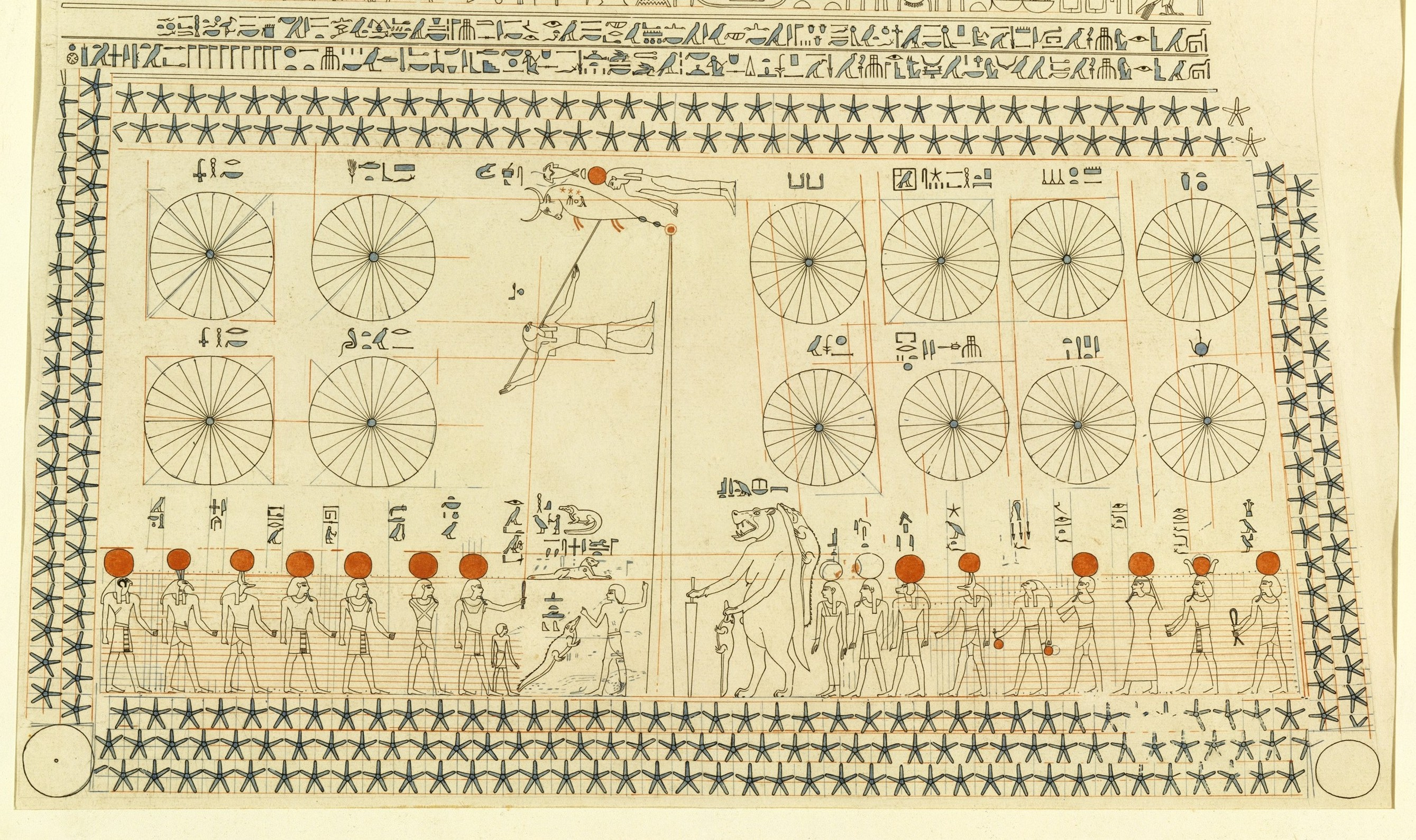
Biểu đồ từ lăng mộ của Senemut, triều đại thứ 18

Thiên văn học Ai Cập bắt đầu từ thời tiền sử, trong Ai Cập cổ đại. Vào thiên niên kỷ thứ 5 trước Công nguyên, các vòng tròn đá tại Nabta Playa có thể đã sử dụng các sắp xếp thiên văn. Vào thời kỳ triều đại lịch sử bắt đầu vào thiên niên kỷ thứ 3 trước Công nguyên, thời gian 365 ngày trong lịch Ai Cập đã được sử dụng và việc quan sát các ngôi sao rất quan trọng trong việc xác định lũ lụt hàng năm của sông Nile.

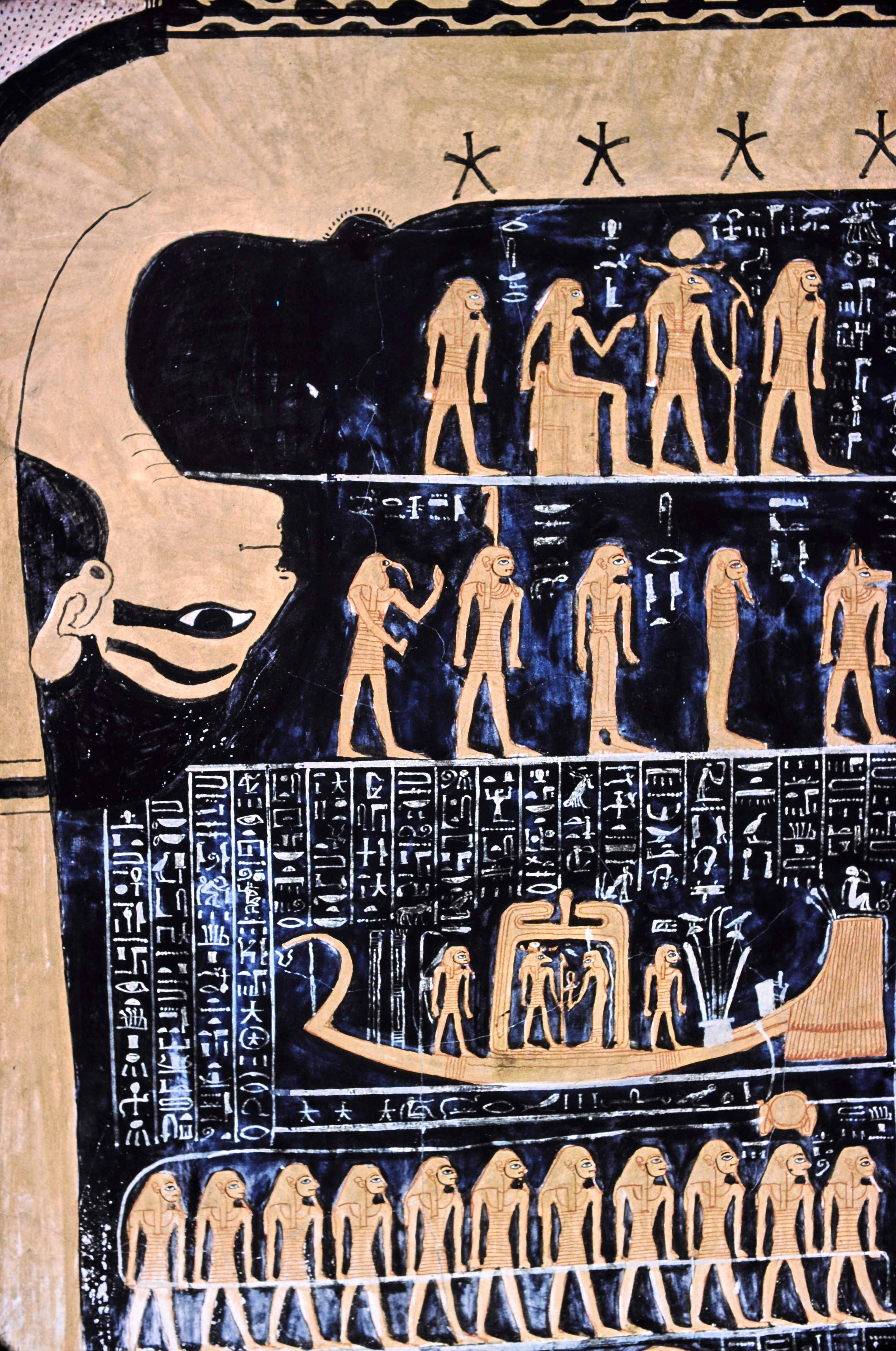
Nut, nữ thần bầu trờ Ai Cập, với bảng sao ở lăng mộ Ramses VI

Các kim tự tháp Ai Cập được sắp xếp cẩn thận về phía ngôi sao Bắc cực, và đền thờ Amun-Re tại Karnak được xếp thẳng hàng với Mặt Trời giữa Đông chí. Thiên văn học đã đóng một vai trò quan trọng trong việc ấn định ngày của các lễ hội tôn giáo và xác định giờ đêm, và các nhà chiêm tinh đền thờ đặc biệt giỏi trong việc quan sát các ngôi sao và quan sát các liên kết và sự trỗi dậy của Mặt Trời, Mặt Trăng và các hành tinh, cũng như các pha Mặt Trăng.
Ở Ai Cập Ptolemaic, truyền thống Ai Cập hợp nhất với thiên văn học Hy Lạp và thiên văn học Babylon, với thành phố Alexandria ở Hạ Ai Cập trở thành trung tâm hoạt động khoa học trên khắp thế giới Hy Lạp. Ai Cập La Mã đã sản sinh ra nhà thiên văn học vĩ đại nhất thời đại, Ptolemy (90-168 CE). Các tác phẩm của ông về thiên văn học, bao gồm cả Almagest, trở thành những cuốn sách có ảnh hưởng nhất trong lịch sử thiên văn học phương Tây. Sau cuộc chinh phục của người Hồi giáo ở Ai Cập, khu vực này đã bị chi phối bởi văn hóa Ả Rập và thiên văn Hồi giáo.
Nhà thiên văn học Ibn Yunus (khoảng 950-1009) đã quan sát vị trí của Mặt trời trong nhiều năm bằng một thước trắc tinh, và những quan sát của ông về nhật thực vẫn được sử dụng trong nhiều thế kỷ sau đó. Năm 1006, Ali ibn Ridwan đã quan sát SN 1006, một siêu tân tinh được coi là sự kiện nổi bật nhất trong lịch sử được ghi lại và để lại mô tả chi tiết nhất về nó. Vào thế kỷ 14, Najm al-Din al-Misri đã viết một chuyên luận mô tả hơn 100 loại công cụ khoa học và thiên văn khác nhau, trong đó có nhiều loại do ông tự phát minh ra. Vào thế kỷ 20, Farouk El-Baz từ Ai Cập làm việc cho NASA và đã tham gia vào cuộc đổ bộ Mặt Trăng đầu tiên với chương trình Apollo, nơi ông hỗ trợ lập kế hoạch thám hiểm khoa học về Mặt Trăng.

## Ai Cập cổ đại

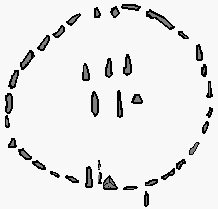
Bố trí của một vòng tròn đá tại Nabta, Ai Cập

Thiên văn học Ai Cập bắt đầu từ thời tiền sử. Sự hiện diện của các vòng tròn đá tại Nabta Playa ở Thượng Ai Cập có niên đại từ thiên niên kỷ thứ 5 trước Công nguyên cho thấy tầm quan trọng của thiên văn học đối với đời sống tôn giáo của Ai Cập cổ đại ngay cả trong thời kỳ tiền sử. Lũ sông Nile hàng năm có nghĩa là sự trỗi dậy của sự điên cuồng, hay sự xuất hiện lần đầu tiên của các ngôi sao vào lúc bình minh, được đặc biệt quan tâm để xác định khi nào điều này có thể xảy ra, và không có gì ngạc nhiên khi thời gian 365 ngày của lịch Ai Cập đã diễn ra sử dụng vào đầu lịch sử Ai Cập. Hệ thống chòm sao được sử dụng giữa người Ai Cập dường như cũng có nguồn gốc bản địa.
Sự định hướng chính xác của các kim tự tháp Ai Cập đóng vai trò là minh chứng lâu dài cho trình độ kỹ năng kỹ thuật cao trong việc quan sát bầu trời đạt được trong thiên niên kỷ thứ 3 trước Công nguyên. Người ta đã chứng minh rằng các kim tự tháp được xếp thẳng hàng với ngôi sao cực, do sự xuất hiện của các phân vị, vào thời điểm đó, Thuban, một ngôi sao mờ nhạt trong Draco. Đánh giá địa điểm của ngôi đền Amun-Re tại Karnak, có tính đến sự thay đổi theo thời gian của sự xiên của hoàng đạo, đã cho thấy rằng Đền thờ lớn được xếp thẳng hàng trên mặt trời mọc giữa. Chiều dài của hành lang mà ánh sáng mặt trời chiếu xuống sẽ hạn chế chiếu sáng vào những thời điểm khác trong năm.
Thiên văn học đã đóng một phần đáng kể trong các vấn đề tôn giáo để ấn định ngày của các lễ hội và xác định giờ trong đêm. Tiêu đề của một số sách đền được bảo tồn ghi lại các chuyển động và giai đoạn của mặt trời, mặt trăng và các ngôi sao. Sự trỗi dậy của Sirius (tiếng Ai Cập: Sopdet, tiếng Hy Lạp: Sothis) khi bắt đầu ngập lụt là một điểm đặc biệt quan trọng để khắc phục trong lịch hàng năm. Một trong những văn bản thiên văn quan trọng nhất của Ai Cập là Sách Nut, quay trở lại Trung Quốc hoặc trước đó.
Cái chết của một vị vua có mối liên hệ mật thiết với các ngôi sao đối với người Ai Cập cổ đại. Họ tin rằng một khi một vị vua đã chết, linh hồn của họ sẽ vươn lên thiên đàng và trở thành một ngôi sao. Các văn bản kim tự tháp được dịch mô tả nhà vua tăng dần và trở thành Sao mai trong số các ngôi sao bất diệt của các vị vua trong quá khứ.

### Thời kỳ Chuyển tiếp thứ Nhất
Bắt đầu từ triều đại thứ 9, người Ai Cập cổ đại đã sản xuất 'Bàn sao chéo', thường được vẽ trên bề mặt bên trong của nắp quan tài bằng gỗ. Phong tục này tiếp tục cho đến triều đại thứ 12. Những 'bảng sao chéo' hoặc biểu đồ sao còn được gọi là 'đồng hồ sao chéo'; trong quá khứ, chúng còn được gọi là 'lịch sao' hay 'đồng hồ decanal'. Những biểu đồ ngôi sao có các bức tranh của các vị thần Ai Cập, decans, chòm sao và quan sát ngôi sao cũng được tìm thấy trên trần của các ngôi mộ và đền thờ.

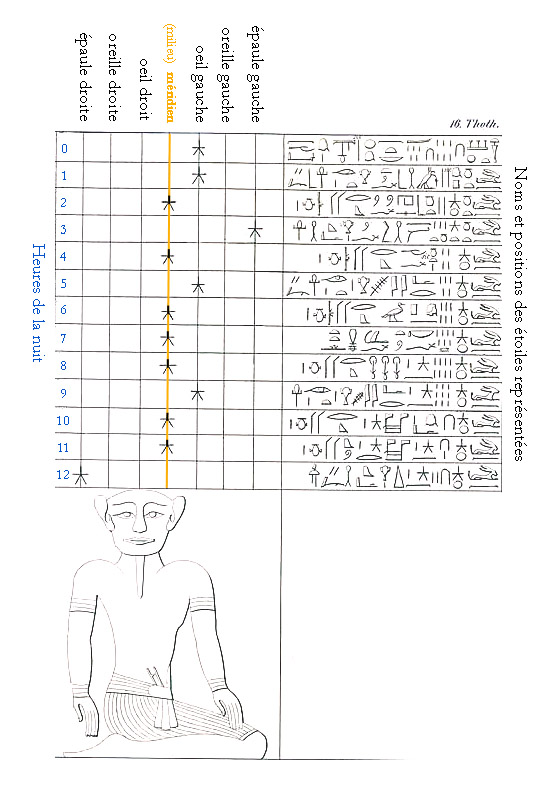
Phương pháp 'Đồng hồ sao' từ ngôi mộ của Rameses VI

Từ các bảng sao trên trần của các ngôi mộ của Rameses VI và Rameses IX, dường như để sửa giờ trong đêm, một người đàn ông ngồi trên mặt đất đối mặt với Nhà chiêm tinh ở vị trí mà đường quan sát của ngôi sao cực đã đi qua qua giữa đầu anh. Vào những ngày khác nhau trong năm, mỗi giờ được xác định bởi một ngôi sao cố định lên đến đỉnh điểm hoặc gần như lên đến đỉnh điểm, và vị trí của những ngôi sao này vào thời điểm đó được đưa ra trong các bảng như ở trung tâm, trên mắt trái, trên vai phải, v.v. Theo các văn bản, trong việc thành lập hoặc xây dựng lại các ngôi đền, trục phía bắc được xác định bởi cùng một bộ máy, và chúng ta có thể kết luận rằng đó là thông thường cho các quan sát thiên văn. Trong tay cẩn thận, nó có thể cho kết quả ở mức độ chính xác cao.
Macrobius Ambrosius Theodosius (floruit 395–423 CE) được cho là đã đưa ra lý thuyết hành tinh nơi Trái Đất quay trên trục của nó và các hành tinh bên trong Mercury và Venus xoay quanh Mặt trời, xoay quanh Trái đất, cho người Ai Cập cổ đại. Ông đặt tên cho nó là "Hệ thống Ai Cập" và tuyên bố rằng "nó không thoát khỏi kỹ năng của người Ai Cập", mặc dù không có bằng chứng nào khác được biết đến ở Ai Cập cổ đại.